# Major League Soccer
Die Major League Soccer, kurz MLS, ist die höchste Spielklasse im US-amerikanischen und kanadischen Fußball der Männer. Die MLS ist eine eigenständige Organisation, wird aber von der United States Soccer Federation (USSF) anerkannt. Die Liga ist dem nord- und zentralamerikanischen Kontinentalverband CONCACAF zugeordnet, für dessen Wettbewerbe sich die Mannschaften qualifizieren können.
In der Saison 2025 nehmen 30 Mannschaften teil, davon kommen 27 aus den USA und drei aus Kanada. Eine Saison dauert von März bis Dezember und startet mit der Regular Season, in der jede Mannschaft 34 Spiele austrägt. Die erfolgreichste Mannschaft gewinnt den MLS Supporters’ Shield. Anschließend tragen die 14 besten Mannschaften der Liga die sogenannten MLS Cup Playoffs aus. Im K.-o.-System wird so ermittelt, wer am Ende den Meistertitel und damit den MLS Cup gewinnt. Aufgrund des Franchise-Systems sind keine Auf- und Abstiege möglich.

## Geschichte

### Gründung

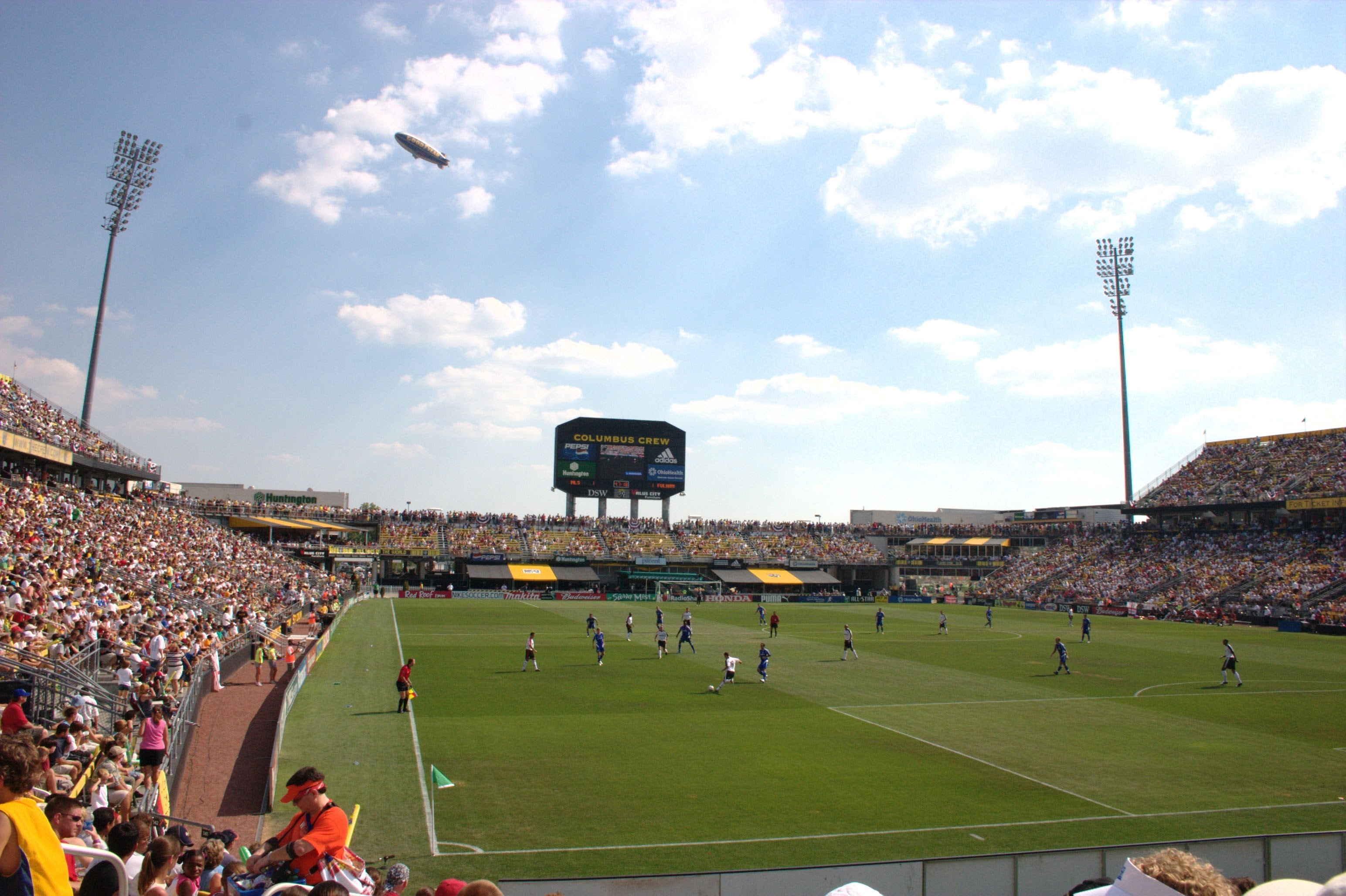
1999 wurde das erste reine Fußballstadion (Soccer-specific stadium) einer MLS-Franchise gebaut, das Columbus Crew Stadium.

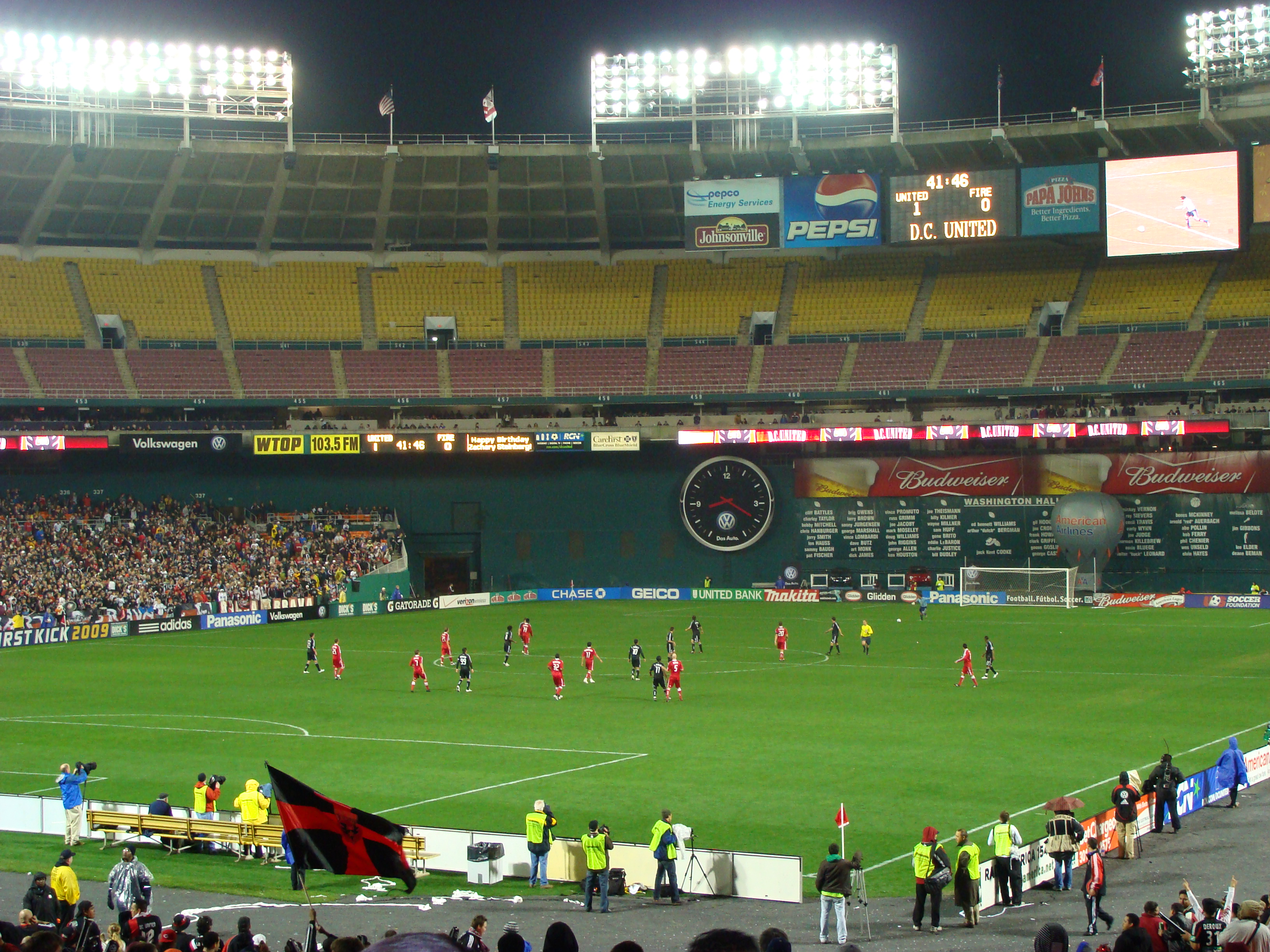
Heimspiel von D.C. United gegen Chicago Fire (März 2009)

Es gab bereits früher Versuche, in Nordamerika eine Profiliga zu etablieren. Der bekannteste Vorläufer der MLS war die North American Soccer League (NASL, 1968–1984), in der Fußball-Legenden wie Pelé und Franz Beckenbauer unter Vertrag standen.
1988 musste die United States Soccer Federation der FIFA zusagen, eine professionelle und landesweite Fußballliga zu gründen. Dieses war eine der Auflagen für den Zuschlag zur Ausrichtung der Fußball-Weltmeisterschaft 1994. Am 17. Dezember 1993 legte die USSF die Major League Professional Soccer (die Vorgängerin der MLS) als höchste professionelle Liga in den USA fest. Die Major League Soccer wurde im Februar 1995 als eigenständige Organisation gegründet. Ursprünglich plante man, den Ligabetrieb ab 1995 mit zwölf Mannschaften zu starten. Allerdings gab die MLS im November 1994 bekannt, den Saisonstart auf 1996 zu verschieben und diesen auf folgende zehn Mannschaften zu begrenzen: Columbus Crew, D.C. United, New York/New Jersey MetroStars, New England Revolution, Tampa Bay Mutiny, Colorado Rapids, Dallas Burn, Kansas City Wiz, LA Galaxy und San José Clash.
Um den Start der Liga für Zuschauer und Investoren attraktiv zu gestalten, wurden mehrere bekannte Spieler wie z. B. die damaligen US-Nationalspieler Alexi Lalas, Tony Meola und Eric Wynalda verpflichtet. International sorgten Spieler wie der mexikanische Torhüter Jorge Campos und der kolumbianische Nationalspieler Carlos Valderrama für Aufmerksamkeit. Bevor die erste Saison gestartet wurde, verteilte die MLS in jede Mannschaft vier dieser bekannten Spieler.
Die ersten Jahre der Liga wurden dominiert von DC United, welche vom späteren US-Nationaltrainer Bruce Arena trainiert wurden. Sie konnten in den ersten vier Saisons dreimal den MLS Cup gewinnen. 1998 kamen zwei weitere Mannschaften (Expansion Teams) in die MLS. Miami Fusion und Chicago Fire nahmen am Spielbetrieb teil, wobei Chicago gleich in seiner ersten Saison den MLS Cup gewinnen konnte.
Nach der ersten Saison ließ das Interesse an der MLS stark nach. Zum einen lag es daran, dass nicht in Fußballstadien, sondern oftmals in Football-Stadien gespielt wurde, die über 60.000 Zuschauern Platz boten. So konnte keine große Stimmung aufkommen. In den kommenden Jahren wurde auch das Regelwerk immer wieder angepasst. Es wurden Elemente vom College Soccer, High-School-Fußball und der ehemaligen Profiliga North American Soccer League übernommen. Es gab zum Beispiel bei einem Unentschieden immer ein Elfmeterschießen zur Bestimmung des Siegers, auch wurde für einen Sieg ein Punkt berechnet (nicht wie in Europa seit Mitte der 90er üblich drei Punkte). Die MLS begrenzte die Spielzeit zudem auf exakt 90 Minuten, die in Form eines Countdowns rückwärts abliefen. Nach und nach wurden diese Regeln wieder abgeschafft.
In diesen Jahren konnten immer mehr amerikanische Talente in der Liga für Furore sorgen. Zum Beispiel schafften DaMarcus Beasley und Landon Donovan aus der Liga heraus den Sprung in die US-Nationalmannschaft. Bereits etablierte Nationalspieler wie Brian McBride, Eddie Pope und Clint Mathis konnten durch ihre Leistungen in der Liga ihren Nationalspielerstatus behalten. Der Ligafußball entwickelte sich spielerisch. Daraus resultierte auch, dass viele ausländische Spieler wieder aus den USA abwanderten.
Nachdem es immer mehr finanzielle Probleme gegeben hatte, wurde 1999 der bisherige Commissioner Doug Logan, der Hauptverantwortliche der MLS, durch den NFL-Manager Don Garber ersetzt. Unter seiner Führung wurde 1999 das erste reine Fußballstadion (Soccer-specific stadium) einer MLS-Franchise gebaut, das Columbus Crew Stadium. Daraus resultierend setzten andere MLS-Teams ihre Pläne für neue Stadien ebenfalls um. Somit wurden die Fußballplätze attraktiver für die Fans.
Insgesamt machte die Major League Soccer in den ersten acht Jahren einen Verlust von 350.000.000 US-Dollar. Dadurch war die Führung gezwungen, viele der kurz- und mittelfristigen Pläne zum Ausbau der Liga zu stoppen. Vor der Saison 2001 einigten sich alle Franchise-Besitzer darauf, die Budgets einzufrieren und keine neuen teuren Spieler mehr zu verpflichten. Im Januar 2002 wurden die beiden Mannschaften Tampa Bay Mutiny und Miami Fusion aus finanziellen Gründen aus der MLS zurückgezogen und stellten ihren Franchisebetrieb ein.

### Wiederaufleben der Liga

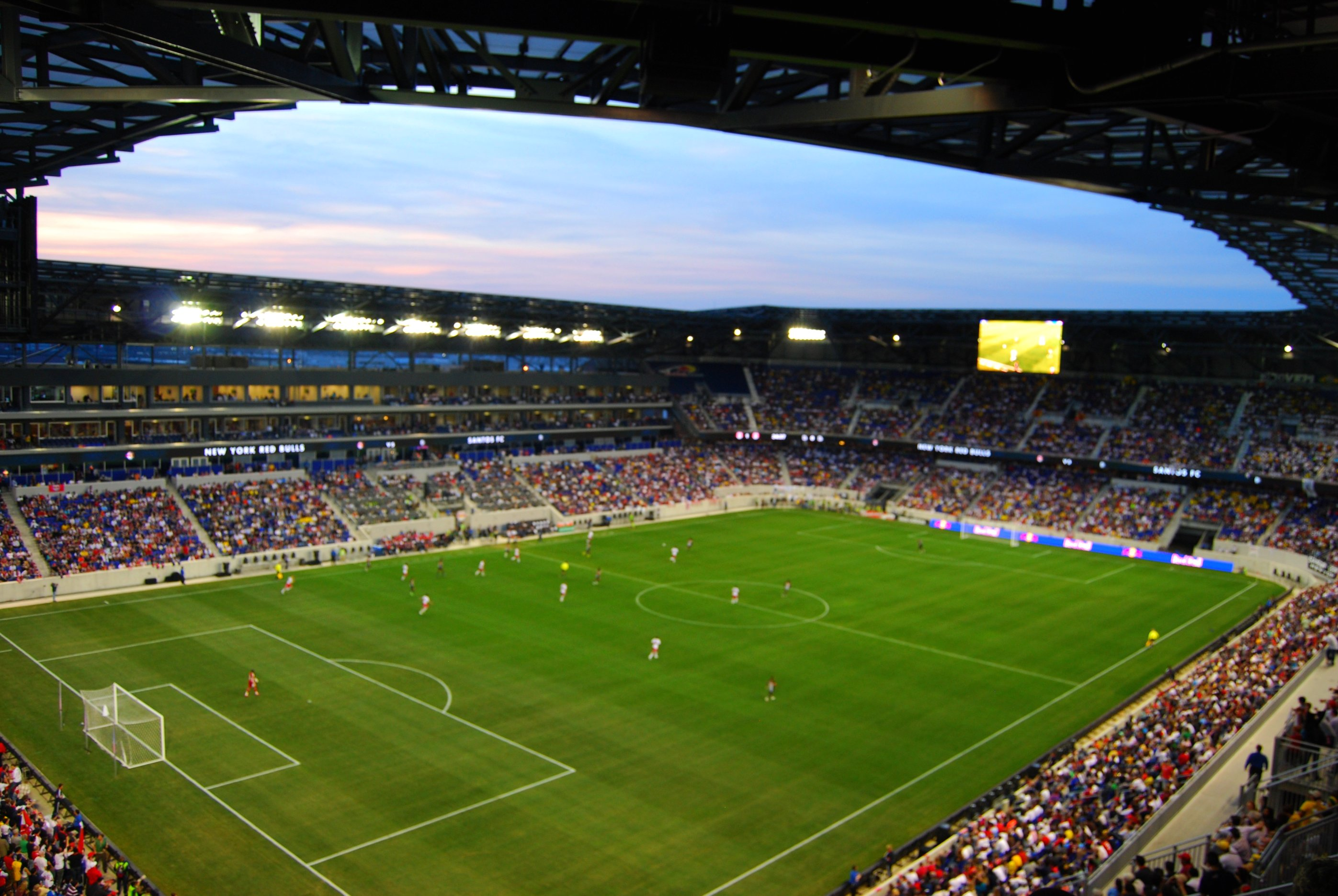
Red Bull Arena, 2006 übernahm der österreichische Energy-Drink-Hersteller Red Bull das Franchise Metro Stars und nannte es in New York Red Bulls um.

Die Fußball-Weltmeisterschaft 2002 sorgte für ein Wiederaufleben des US-amerikanischen Fußballs und der MLS. Die Nationalmannschaft erreichte überraschend das Viertelfinale des Turniers. Das Endspiel um den MLS Cup 2002 erreichte mit 61.316 Zuschauern im Gillette Stadium einen neuen Rekord. Der Fußball gewann wieder an Popularität.
Die Major League Soccer nahm 2003 die Regeln und Standards des International Football Association Board an. 2004 sorgte die Liga durch das Debüt des erst 14 Jahre alten Freddy Adu von D.C. United international für Aufmerksamkeit. Er galt damals als Jahrhunderttalent des amerikanischen Fußballs. Bis zur Fußball-Weltmeisterschaft 2006 erlebte die Liga einen nie dagewesenen Aufschwung. Einige junge amerikanische Spieler schafften durch die MLS sogar den Sprung zu europäischen Spitzenvereinen. Tim Howard wechselte zu Manchester United, was zu einem der teuersten Transfers in der Ligageschichte führte.
2005 wurden zum ersten Mal wieder neue Franchises aufgenommen. Real Salt Lake und CD Chivas USA nahmen von nun an am Ligabetrieb teil. Die Chivas fungierten dabei als Kooperationsclub des mexikanischen Erstligisten Club Deportivo Guadalajara. 2006 zogen die San Jose Earthquakes nach Houston (Texas) um, weil in San Jose kein neues Stadion gebaut werden konnte. Fortan nannte sich das Team Houston Dynamo.
2006 übernahm der österreichische Energy-Drink-Hersteller Red Bull das Franchise Metro Stars und nannte es in New York Red Bulls um.

### 2007 bis 2014

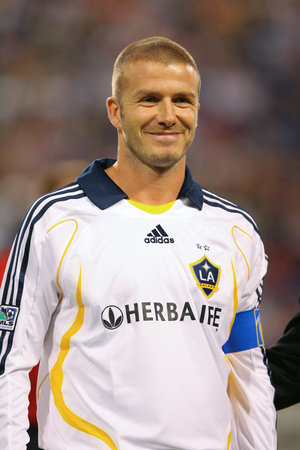
David Beckham

2007 strebte die MLS wiederum an, die Liga mit international erfahrenen Spielern zu besetzen. Durch die Einführung der Designated Player Rule war es Mannschaften erlaubt, eine bestimmte Anzahl von Spielern zu verpflichten, deren Gehalt höher liegt, als es das MLS-Reglement zuließ. Der erste Spieler, der auf diese Weise verpflichtet wurde, war der damalige englische Nationalspieler David Beckham. Die Einführung eines weiteren Wettbewerbes, der North American SuperLiga, sorgte dafür, dass sich die mexikanische und US-amerikanische Liga miteinander messen konnten. In dieser Zeit wurde mit dem Toronto FC auch die erste kanadische Mannschaft aufgenommen.
Durch die Verpflichtung von David Beckham konnte die Liga wiederum eine höhere nationale und internationale Popularität erreichen. Später trugen auch Spieler wie Cuauhtémoc Blanco, Juan Pablo Ángel und Freddie Ljungberg dazu bei.
2008 kehrten die San José Earthquakes als neues Franchise zurück. 2009 nahm zum ersten Mal eine Mannschaft, die bislang in den unterklassigen Ligen gespielt hatte, den Spielbetrieb in der MLS auf. Seattle Sounders wurde dafür neugegründet.
2010 nahm Philadelphia Union als 16. Mannschaft den Spielbetrieb auf. Zur Saison 2011 nahm die Liga zwei weitere Teams auf. Bewerbungsschluss hierfür war der 15. Oktober 2008. Von den zu Beginn sieben Bewerberstädten erhielten Vancouver (Whitecaps) und Portland (Timbers) den Zuschlag. Mit dem Franchise Montreal wurde 2012 die dritte Mannschaft aus Kanada in den Spielbetrieb aufgenommen. Dabei ersetzte es das bisherige NASL-Team der Impact.

2015 zog sich der CD Chivas USA aus der MLS zurück. Mit dem New York City FC, einem Gemeinschaftsprojekt von Manchester City und den New York Yankees, kam man wieder auf 19 Mannschaften. Der New York City FC ist neben den Red Bulls das zweite Team aus der Metropolregion. Im gleichen Jahr wurde ein weiteres MLS-Expansion-Team aus Orlando, Florida, aufgenommen. Orlando City war das erste Team seit 14 Jahren aus dem Bundesstaat. Das bisherige USL-Pro-Team stellte Ende 2014 den Spielbetrieb ein.
Am 16. April 2014 erhielt Arthur Blank, Besitzer des NFL-Teams Atlanta Falcons, die Lizenz für ein MLS-Franchise in Atlanta ab der Saison 2017.
Die Liga hatte das Ziel, bis zur Saison 2020 eine Ligastärke von 24 Mannschaften zu erreichen.

### 2015: Beginn von MLS Next
Am 8. September 2014 wurde das neue Logo der MLS vorgestellt, welches ab der Saison 2015 die Liga zierte. Dies war eine der Maßnahmen für die neue Marketing-Offensive „MLS Next“ der Major League Soccer. Diese sah vor, die Liga ab der Saison 2015 weiter zu beleben. Neben weiteren Expansionen, neuen Medien-Partnerschaften und auch Neubauten von Stadien gab es weitere internationale Fußballer in der MLS zu sehen. Das Konzept sah auch vor, dass jede Mannschaft ihre eigene Version des MLS-Logos auf dem Trikot trägt.
Am 27. Oktober 2014 wurde bekanntgegeben, dass CD Chivas USA den Betrieb einstellt. Die Liga startete also mit 20 Teams in die Saison 2015. Die Mannschaften von Houston Dynamo und Sporting Kansas City wurden in die West-Conference verschoben. Die Spieler des Chivas-Kaders wurden teilweise in einem „Dispersal Draft“ auf die anderen 20 Teams verteilt. Gleichzeitig wurde verkündet, dass zur Saison 2017 ein neues Team aus dem Großraum Los Angeles den Platz der Chivas einnehmen wird.
Am 25. März 2015 erhielt eine Investorengruppe aus Minneapolis, Minnesota den Zuschlag für ein weiteres MLS-Franchise. Diese Mannschaft wirkt seit der Saison 2017 in der Liga mit. Im Zuge dessen wurde das NASL-Franchise Minnesota United aufgelöst und ging im MLS-Franchise auf.
Am 8. Juli 2015 wurde für das Franchise aus Atlanta der offizielle Name bekannt gegeben: Atlanta United ist seit der Saison 2017 in der MLS aktiv.
Zur Saison 2015 konnten viele Spieler aus den höchsten europäischen Ligen verpflichtet werden, darunter die für ihr Land aktiven oder ehemaligen Nationalspieler Kaká, Andrea Pirlo, Frank Lampard, Steven Gerrard, Didier Drogba, David Villa und Sebastian Giovinco. Am 6. Dezember 2015 gab die MLS bekannt, die Anzahl der aktiven Franchises auf 28 erhöhen zu wollen. Im April 2016 gab der Liga-Kommissar Don Garber bekannt, dass hierfür die Städte Cincinnati, Detroit, Sacramento, St. Louis, San Antonio und San Diego potentielle Kandidaten seien. Diese Liste wurde im Dezember 2016 um die Städte Charlotte, Nashville, Raleigh/Durham und Tampa Bay erweitert. Der Plan war, ein 25. und 26. Franchise im Jahr 2017 zu benennen und ab 2020 in der Liga spielen zu lassen. Im Januar 2017 erhielt die MLS Bewerbungen von insgesamt zwölf Eigentümergruppen aus den bereits genannten Städten, hierbei waren auch Gruppen aus Indianapolis und Phoenix vertreten.
Am 20. Dezember 2017 gab die MLS bekannt, ein »Expansion Franchise« nach Nashville zu vergeben. Am 29. Januar 2018 bekam Miami den Zuschlag für ein weiteres Franchise. Inter Miami wird von dem ehemaligen Fußballspieler David Beckham als Eigentümer angeführt und soll ab der Saison 2020 den Ligabetrieb aufnehmen.
Ein weiteres Franchise der MLS wurde im Mai 2018 an den FC Cincinnati vergeben. Die Eigentümergruppe um den bisherigen Fußballklub, der in der United Soccer League spielt, sicherte sich die Rechte, ab der Saison 2019 in der Liga spielen zu dürfen.
Am 19. April 2019 erklärte MLS-Chef Don Garber, dass die MLS im Vorfeld der WM 2026 auf 30 Mannschaften anwachsen soll.
Aufgrund der Corona-Pandemie gab die MLS am 17. Juli 2020 die Verschiebung des Einstiegs von drei neuen Franchises bekannt. Mit Charlotte, St. Louis und Sacramento sollten drei der vier neuen Standorte erst mit einem Jahr Verspätung in den Ligabetrieb einsteigen. Während Charlotte zur Saison 2022 startete, waren die Debüts von St. Louis und Sacramento auf das Jahr 2023 verlegt worden. Einziger Neuling, der planmäßig im Jahr 2021 den Spielbetrieb aufnahm, war der Austin FC. Im Februar 2021 wurde der Einstieg von Sacramento auf unbestimmte Zeit verschoben.
Seit der Saison 2025 nimmt der San Diego FC als 30. Franchise am Spielbetrieb der MLS teil. Dies gab MLS-Commissioner Don Garber am 18. Mai 2023 bekannt. Neben dem ägyptischen Milliardär Mohamed Mansour und dem Baseballspieler Manny Machado (San Diego Padres) ist erstmals mit den „Sycuan“ ein indigener Stamm Miteigentümer eines Profi-Fußball-Klubs in den USA. Für die MLS-Lizenz des Expansion Teams sollen bis zu 500 Mio. US-Dollar gezahlt worden sein. Spielstätte ist das Snapdragon Stadium, in dem auch das Frauenfußball-Franchise des San Diego Wave FC seine Heimspiele austrägt.

## Franchises

### Verteilung
27 der 30 Franchises stammen aus den USA; die übrigen drei aus den größten kanadischen Metropolregionen um Toronto, Montreal und Vancouver direkt an der Grenze zu den USA.
Auch die 27 US-Franchises konzentrieren sich in den bevölkerungsstarken Metropolregionen mit großem Fan- und Vermarktungspotential. So sind in den 12 größten US-Metropolregionen um New York (2), Los Angeles (2), Chicago, Dallas, Houston, Washington, Philadelphia, Miami, Atlanta, Boston und San Francisco/San José 13 Mannschaften beheimatet; lediglich in der Metropolregion um Phoenix, Arizona auf Platz 11 ist kein Franchise angesiedelt. Die kleinste Metropolregion mit einem MLS-Franchise ist die um Salt Lake City, Utah mit knapp über einer Million Einwohnern.
Die 27 US-Franchises verteilen sich auf 18 Bundesstaaten und Washington, D.C., womit der Großteil der 50 Bundesstaaten über kein MLS-Team verfügt. In den drei bevölkerungsreichsten Bundesstaaten Kalifornien (4), Texas (3) und Florida (2) sowie in Ohio (2) und Missouri (2) sind hingegen mehrere Mannschaften beheimatet. Von den 10 bevölkerungsreichsten Bundesstaaten ist lediglich in Michigan (10.) kein Franchise angesiedelt. Utah (31.) ist der Bundesstaat mit den wenigsten Einwohnern, in dem ein MLS-Team ansässig ist. Da weder Alaska noch Hawaii Standort eines MLS-Teams sind, stammen alle US-amerikanischen Franchises aus den „Contiguous United States“ („zusammenhängende Vereinigte Staaten“).
Einige Mannschaften haben ihren Standort nicht direkt in der Stadt, die sie repräsentieren, sondern in einem Vorort innerhalb der jeweiligen Metropolregion: Der FC Dallas spielt in Frisco, die LA Galaxy in Carson, Real Salt Lake in Sandy und Philadelphia Union in Chester. Die New York Red Bulls spielen in Harrison, New Jersey und damit sogar in einem anderen Bundesstaat. Darüber hinaus spielte Chicago Fire über 14 Spielzeiten in Bridgeview und das 2001 ausgestiegene Franchise Miami Fusion war in Fort Lauderdale beheimatet, wo seit 2020 auch Inter Miami spielt.
Eine Besonderheit ergibt sich bei Sporting Kansas City: Das Franchise hat seinen Sitz in Kansas City, Missouri, spielt aber in der gleichnamigen Schwesterstadt in Kansas.

### Einzelne Franchises
Die 30 Franchises sind gleichmäßig auf eine Eastern Conference und Western Conference aufgeteilt.
| Atlanta |

| Austin |

| Carson* |

| Charlotte |

| Chester |

| Chicago |

| Cincinnati |

| Columbus |

| Commerce City |

| Fort Lauderdale** |

| Foxborough |

| Frisco |

| Harrison |

| Houston |

| Kansas City |

| Los Angeles |

| Montreal |

| Nashville |

| New York City |

| Orlando |

| Portland |

| Saint Paul |

| San Diego |

| San José |

| Sandy |

| Seattle |

| St. Louis |

| Tampa |

| Toronto |

| Vancouver |

| Washington, D.C. |

#### Eastern Conference
| Franchise                                                              | Einstieg | Standort         | Bundesstaat/Provinz  | Metropolregion                 |
| ---------------------------------------------------------------------- | -------- | ---------------- | -------------------- | ------------------------------ |
| Atlanta United                                                         | 2017     | Atlanta          | Georgia              | Atlanta                        |
| Charlotte FC                                                           | 2022     | Charlotte        | North Carolina       | Charlotte                      |
| Chicago Fire                                                           | 1998     | Chicago          | Illinois             | Chicago                        |
| FC Cincinnati                                                          | 2019     | Cincinnati       | Ohio                 | Cincinnati                     |
| Columbus Crew                                                          | 1996     | Columbus         | Ohio                 | Columbus                       |
| D.C. United                                                            | 1996     | Washington, D.C. | District of Columbia | Washington                     |
| Inter Miami                                                            | 2020     | Fort Lauderdale  | Florida              | Miami                          |
| CF Montreal (bis 2020: Montreal Impact)                                | 2012     | Montreal         | Québec, Kanada       | Montreal                       |
| Nashville SC                                                           | 2020     | Nashville        | Tennessee            | Nashville                      |
| New England Revolution                                                 | 1996     | Foxborough       | Massachusetts        | Boston                         |
| New York City FC                                                       | 2015     | New York City    | New York             | New York                       |
| New York Red Bulls (bis 1997: NY/NJ MetroStars, 1998–2005: MetroStars) | 1996     | Harrison         | New Jersey           | New York                       |
| Orlando City                                                           | 2015     | Orlando          | Florida              | Orlando                        |
| Philadelphia Union                                                     | 2010     | Chester          | Pennsylvania         | Philadelphia–Camden–Wilmington |
| Toronto FC                                                             | 2007     | Toronto          | Ontario, Kanada      | Toronto                        |

#### Western Conference
| Franchise                                                                    | Einstieg   | Standort      | Bundesstaat/Provinz      | Metropolregion              |
| ---------------------------------------------------------------------------- | ---------- | ------------- | ------------------------ | --------------------------- |
| Austin FC                                                                    | 2021       | Austin        | Texas                    | Austin                      |
| Colorado Rapids                                                              | 1996       | Commerce City | Colorado                 | Denver                      |
| FC Dallas (bis 2005: Dallas Burn)                                            | 1996       | Frisco        | Texas                    | Dallas-Fort-Worth-Metroplex |
| Houston Dynamo                                                               | 2006       | Houston       | Texas                    | Houston                     |
| Sporting Kansas City (1996: Kansas City Wiz, 1997–2010: Kansas City Wizards) | 1996       | Kansas City   | Missouri                 | Kansas City                 |
| Los Angeles FC                                                               | 2018       | Los Angeles   | Kalifornien              | Los Angeles                 |
| LA Galaxy                                                                    | 1996       | Carson        | Kalifornien              | Los Angeles                 |
| Minnesota United                                                             | 2017       | Saint Paul    | Minnesota                | Minneapolis-Saint Paul      |
| Portland Timbers                                                             | 2011       | Portland      | Oregon                   | Portland                    |
| Real Salt Lake                                                               | 2005       | Sandy         | Utah                     | Salt Lake City              |
| San Diego FC                                                                 | 2025       | San Diego     | Kalifornien              | San Diego                   |
| San José Earthquakes (bis 1999: San José Clash, 2006–2007 pausiert)          | 1996, 2008 | San José      | Kalifornien              | San Francisco Bay Area      |
| Seattle Sounders                                                             | 2009       | Seattle       | Washington               | Seattle                     |
| St. Louis City                                                               | 2023       | St. Louis     | Missouri                 | St. Louis                   |
| Vancouver Whitecaps                                                          | 2011       | Vancouver     | British Columbia, Kanada | Vancouver                   |

#### Ehemalige Franchises
| Franchise        | Einstieg | Letzte Saison | Standort        | Bundesstaat/Provinz | Metropolregion |
| ---------------- | -------- | ------------- | --------------- | ------------------- | -------------- |
| Miami Fusion     | 1998     | 2001          | Fort Lauderdale | Florida             | Miami          |
| Tampa Bay Mutiny | 1996     | 2001          | Tampa           | Florida             | Tampa Bay Area |
| CD Chivas USA    | 2005     | 2014          | Carson          | Kalifornien         | Los Angeles    |

#### Namensänderungen
| Vor Saison | Alter Name          | Neuer Name           |
| ---------- | ------------------- | -------------------- |
| 1997       | Kansas City Wiz     | Kansas City Wizards  |
| 1998       | NY/NJ MetroStars    | MetroStars           |
| 2000       | San José Clash      | San José Earthquakes |
| 2006       | Dallas Burn         | FC Dallas            |
| 2006       | MetroStars          | New York Red Bulls   |
| 2011       | Kansas City Wizards | Sporting Kansas City |
| 2021       | Montreal Impact     | CF Montreal          |

## Modus
Die Liga startet mit der Regular Season. Die 30 Mannschaften sind in die Eastern Conference und Western Conference aufgeteilt. Jede Mannschaft bestreitet 34 Spiele (17 Heimspiele und 17 Auswärtsspiele) nach einem asymmetrischen Spielplan: Die 15 Mannschaften einer Conference spielen je zwei Spiele gegen jede andere Mannschaft der eigenen Conference und je eins gegen sechs Teams der anderen Conference.
Am Ende der Regular Season erhält die insgesamt punktbeste Mannschaft den MLS Supporters’ Shield. Es gibt kein Auf- bzw. Abstiegssystem.
Die besten sieben Mannschaften jeder Conference qualifizieren sich für die MLS Cup Playoffs zur Bestimmung des MLS-Cup-Siegers. Die Playoffs werden in vier Runden – 1. Runde, Conference-Halbfinale, Conference-Finale, MLS-Cup-Finale – und im K.-o.-System ausgetragen. Sollte nach der regulären Spielzeit keine Entscheidung gefallen sein, so folgt eine Verlängerung von zweimal 15 Minuten sowie gegebenenfalls ein Elfmeterschießen. Die beiden Conference-Gewinner qualifizieren sich direkt für das Conference-Halbfinale. Die ersten drei Runden bleiben Conference-intern, erst in der letzten Runde, dem MLS-Cup-Endspiel, treffen Mannschaften aus den beiden Conferences aufeinander.
In der ersten Runde tritt jeweils der Zweite gegen den Siebten, der Dritte gegen den Sechsten und der Vierte gegen den Fünften an. Im Conference-Halbfinale trifft der jeweilige Erste auf den Gewinner des Spiels Vierter gegen Fünfter. Während der gesamten Playoffs hat stets das Team Heimrecht, das in der Conference besser platziert war. Im Endspiel um den MLS Cup hat die Mannschaft Heimrecht, die in der Gesamttabelle besser abgeschnitten hat.

### Qualifikation für internationale Wettbewerbe

#### CONCACAF Champions Cup
Die Major League Soccer hat vier Startplätze für den CONCACAF Champions Cup:
- MLS-Cup-Sieger
- Gewinner der beiden Conferencen in der Regular Season
- Sieger des U.S. Open Cups

Die kanadischen Vereine in der MLS können sich nicht über die Liga qualifizieren. Daher tragen sie die Canadian Championship aus und ermitteln den kanadischen Teilnehmer an der Champions League (Qualifikation) in diesem Turnier.

#### Leagues Cup
Im seit 2019 unter variierenden Regularien ausgetragenen Leagues Cup spielen seit 2023 alle Teams der MLS und der Liga MX auch um weitere Startplätze für den CONCACAF Champions Cup.

#### Campeones Cup
Seit 2018 spielt der Gewinner des MLS Cup, meist im August oder September des Folgejahres, in einem Spiel gegen den mexikanischen Campeón de Campeones um den Campeones Cup.

### Qualifikation für den U.S. Open Cup
Beim U.S. Open Cup steigen die US-Teams der MLS in der 4. Runde ein.

## Regeländerungen
In den ersten Jahren experimentierte die MLS mit einigen Regeländerungen, um den Sport zu „amerikanisieren“. Während die Uhr im internationalen Fußball vorwärts läuft, lief die Uhr in der MLS rückwärts. Bei Unterbrechungen wurde die Uhr angehalten. Wenn die Uhr 0:00 Minuten anzeigte, war das Spiel zu Ende. Eine weitere wichtige Änderung war die Einführung eines „Shootouts“, wenn das Spiel nach 90 Minuten unentschieden stand. Dabei wurde der Ball 35 Yards vom Tor entfernt auf den Boden gelegt. Der Spieler hatte fünf Sekunden Zeit, den Ball ins Tor zu schießen. Der Sieger bekam einen Punkt, der Verlierer keinen. Diese Regeländerungen brachten der Liga keine zusätzlichen Zuschauer.
Ab der Saison 2000 lief die Uhr nach den IFAB-Standards und der „Shootout“ wurde durch eine zehnminütige Verlängerung mit Golden Goal ersetzt. Seit der Saison 2004 gibt es in der Regular Season bei Unentschieden keine Verlängerung mehr. In der Saison 2004 wurde die Golden-Goal-Regel für die Playoff-Spiele beibehalten, 2005 wurde hier die übliche Verlängerung von 2 × 15 Minuten eingeführt.

## Meisterschaften
| Saison | Meister              | Supporters’ Shield     |
| ------ | -------------------- | ---------------------- |
| 1996   | D.C. United          | Tampa Bay Mutiny       |
| 1997   | D.C. United          | D.C. United            |
| 1998   | Chicago Fire         | LA Galaxy              |
| 1999   | D.C. United          | D.C. United            |
| 2000   | Kansas City Wizards  | Kansas City Wizards    |
| 2001   | San José Earthquakes | Miami Fusion           |
| 2002   | LA Galaxy            | LA Galaxy              |
| 2003   | San José Earthquakes | Chicago Fire           |
| 2004   | D.C. United          | Columbus Crew          |
| 2005   | LA Galaxy            | San José Earthquakes   |
| 2006   | Houston Dynamo       | D.C. United            |
| 2007   | Houston Dynamo       | D.C. United            |
| 2008   | Columbus Crew        | Columbus Crew          |
| 2009   | Real Salt Lake       | Columbus Crew          |
| 2010   | Colorado Rapids      | LA Galaxy              |
| 2011   | LA Galaxy            | LA Galaxy              |
| 2012   | LA Galaxy            | San José Earthquakes   |
| 2013   | Sporting Kansas City | New York Red Bulls     |
| 2014   | LA Galaxy            | Seattle Sounders       |
| 2015   | Portland Timbers     | New York Red Bulls     |
| 2016   | Seattle Sounders     | FC Dallas              |
| 2017   | Toronto FC           | Toronto FC             |
| 2018   | Atlanta United       | New York Red Bulls     |
| 2019   | Seattle Sounders     | Los Angeles FC         |
| 2020   | Columbus Crew        | Philadelphia Union     |
| 2021   | New York City FC     | New England Revolution |
| 2022   | Los Angeles FC       | Los Angeles FC         |
| 2023   | Columbus Crew        | FC Cincinnati          |
| 2024   | LA Galaxy            | Inter Miami            |
| 2025   |                      |                        |

Der Meister der Major League Soccer wird im Anschluss an die Regular Season in den Playoffs und deren abschließendem Endspiel, dem MLS Cup, ermittelt. Der Meister bekommt seit 2008 die Philip F. Anschutz-Trophy überreicht. Um die Anzahl der MLS-Cup-Siege zu symbolisieren, erhalten die Teams für jede errungene Meisterschaft einen Meisterstern. Diesen Stern erhält der aktuelle Titelträger allerdings erst in der übernächsten Saison, da er in der Folgesaison in Anlehnung an die italienische Serie A zunächst das Symbol des amtierenden Meisters, den sogenannten Scudetto, auf dem Trikot trägt. Rekordtitelträger ist L.A. Galaxy mit sechs Meisterschaften.
Um aber auch die konstanteste Mannschaft der Saison nach traditionellem Vorbild zu ehren, erhält der Sieger der Regular Season das Supporters’ Shield. Der Sieger dieses Titels bekommt zwar keine offizielle Ehrung, dennoch wird der Titel von der MLS anerkannt und gestattet dem Gewinner die Teilnahme am CONCACAF Champions Cup. Hier halten D.C. United und LA Galaxy mit jeweils vier Titelgewinnen gemeinsam den Rekord für US-amerikanische Vereinsmannschaften.

### Meisterschaften nach Anzahl
- 6: LA Galaxy
- 4: D.C. United
- 3: Columbus Crew
- 2: Houston Dynamo, San José Earthquakes, Sporting Kansas City, Seattle Sounders
- 1: Chicago Fire, Real Salt Lake, Colorado Rapids, Portland Timbers, Toronto FC, Atlanta United, New York City FC, Los Angeles FC

### Supporters Shield
- 4: D.C. United, LA Galaxy
- 3: Columbus Crew, New York Red Bulls
- 2: San José Earthquakes
- 1: Tampa Bay Munity, Sporting Kansas City, Miami Fusion, Seattle Sounders, FC Dallas, Chicago Fire, Toronto FC, Los Angeles FC, Philadelphia Union, New England Revolution, Los Angeles FC, FC Cincinnati, Inter Miami

## Stadien

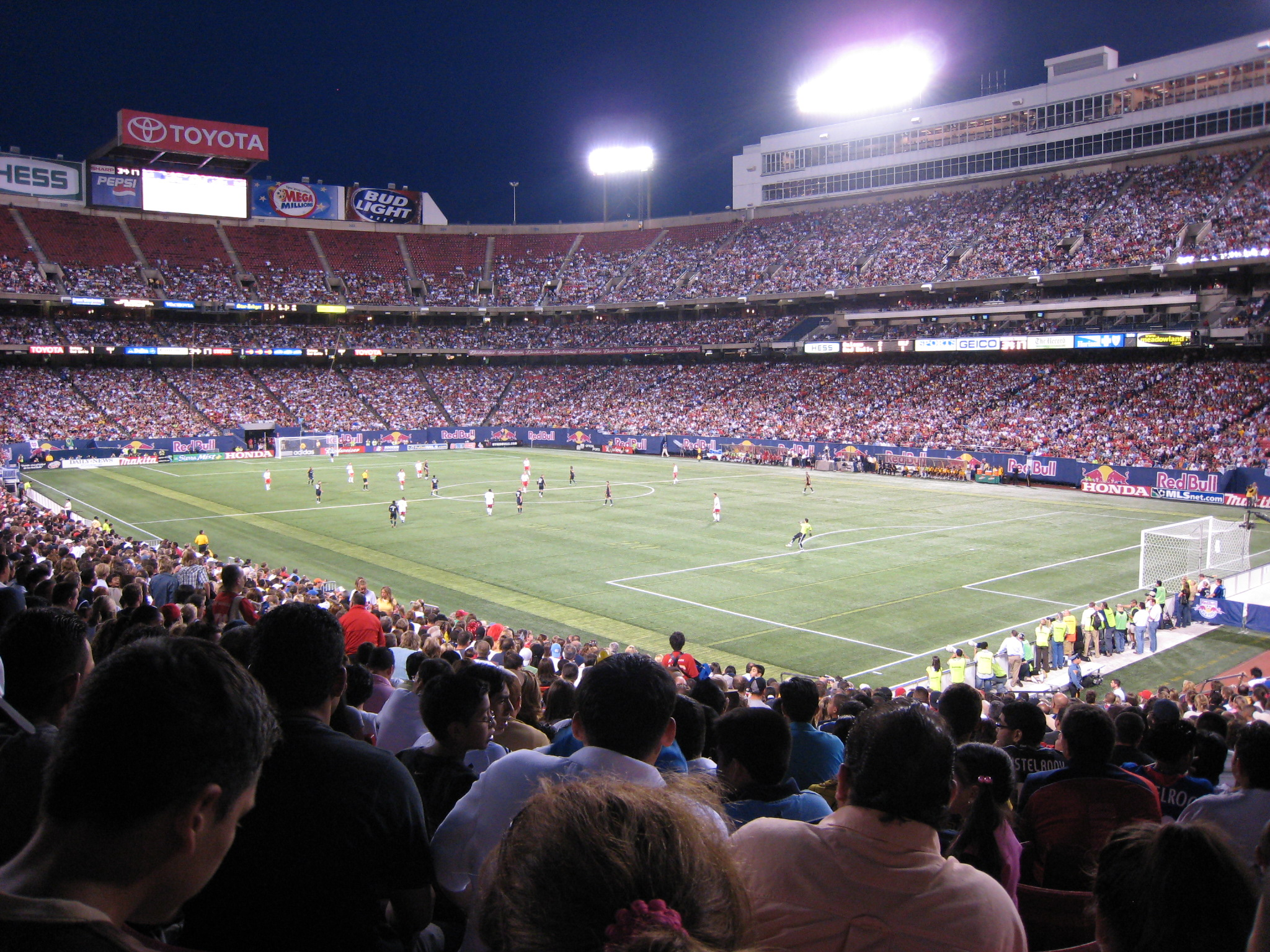
NY Red Bulls gegen LA Galaxy vor 66.237 Zuschauern im Giants Stadium

Als die MLS ihren Spielbetrieb aufnahm, spielten die meisten Teams in American-Football- oder Baseball-Stadien. Die Liga hat sich zum Ziel gesetzt, dass für ihre Teams eigene Fußballstadien gebaut werden. Der Umzug in reine Fußballstadien wird von vielen als Notwendigkeit angesehen. Jedes Team, das in ein fußballspezifisches Stadion umgezogen ist, verzeichnete steigende Zuschauerzahlen und verbesserte die finanzielle Situation. Durch ihr neues Stadion konnte die LA Galaxy 2003 als erstes Team einen Gewinn erzielen. Seit Columbus Crew 1999 als erstes Team ihr Columbus Crew Stadium bezog, folgte diesem Vorbild inzwischen der Großteil der Teams. 2021 folgte der Umzug der Crew in das neugebaute Lower.com Field.
Ein neuer MLS-Zuschauerrekord wurde am 6. März 2022 aufgestellt. Die Saisoneröffnung des Charlotte FC gegen die LA Galaxy (0:1) lockte 74.479 Besucher in das Bank of America Stadium. Die bisherige Bestmarke hielt Atlanta United gegen die Portland Timbers (2:0) im Mercedes-Benz Stadium mit 73.019 Zuschauern im MLS-Cup-Finale am 9. Dezember 2018. Am 4. Juli 2023 (Unabhängigkeitstag) trafen die Los Angeles Galaxy und der Los Angeles FC (2:1) im Rose Bowl Stadium in Pasadena zu einem Derby aufeinander. Die Partie erfolgte vor einer Rekordkulisse von 82.110 Zuschauern.
| Team                   | Ort                                            | Stadionname                | Eröffnung | Plätze |
| ---------------------- | ---------------------------------------------- | -------------------------- | --------- | ------ |
| Atlanta United         | Atlanta (Georgia)                              | Mercedes-Benz Stadium 1    | 2017      | 71.000 |
| New England Revolution | Foxborough (Massachusetts) – Großraum Boston   | Gillette Stadium 1         | 2002      | 68.756 |
| Seattle Sounders       | Seattle (Washington)                           | Lumen Field 1              | 2002      | 67.000 |
| Chicago Fire           | Chicago (Illinois)                             | Soldier Field 1            | 1924      | 61.500 |
| New York City FC       | New York City (New York)                       | Yankee Stadium 1           | 2009      | 49.642 |
| Charlotte FC           | Charlotte                                      | Bank of America Stadium 1  | 1996      | 40.000 |
| Nashville SC           | Nashville (Tennessee)                          | Geodis Park                | 2022      | 30.000 |
| Toronto FC             | Toronto (Ontario)                              | BMO Field                  | 2007      | 30.000 |
| LA Galaxy              | Carson (Kalifornien) – Großraum Los Angeles    | Dignity Health Sports Park | 2003      | 27.000 |
| FC Cincinnati          | Cincinnati (Ohio)                              | TQL Stadium                | 2021      | 26.000 |
| Orlando City           | Orlando (Florida)                              | Inter&Co Stadium           | 2017      | 25.500 |
| Portland Timbers       | Portland (Oregon)                              | Providence Park            | 1926      | 25.218 |
| New York Red Bulls     | Harrison (New Jersey) – Großraum New York      | Sports Illustrated Stadium | 2010      | 25.000 |
| St. Louis City SC      | St. Louis (Missouri)                           | Citypark                   | 2022      | 22.500 |
| Houston Dynamo         | Houston (Texas)                                | Shell Energy Stadium       | 2012      | 22.000 |
| Los Angeles FC         | Los Angeles (Kalifornien)                      | BMO Stadium                | 2018      | 22.000 |
| Vancouver Whitecaps    | Vancouver (British Columbia)                   | BC Place Stadium 1         | 1983      | 21.000 |
| Inter Miami            | Fort Lauderdale (Florida) – Großraum Miami     | Chase Stadium              | 2020      | 21.000 |
| Austin FC              | Austin (Texas)                                 | Q2 Stadium                 | 2021      | 20.500 |
| FC Dallas              | Frisco (Texas) – Großraum Dallas               | Toyota Stadium             | 2005      | 20.500 |
| CF Montreal            | Montreal (Québec)                              | Stade Saputo               | 2008      | 20.341 |
| Columbus Crew          | Columbus (Ohio)                                | Lower.com Field            | 2021      | 20.011 |
| Real Salt Lake         | Sandy (Utah) – Großraum Salt Lake City         | America First Field        | 2008      | 20.008 |
| D.C. United            | Washington, D.C.                               | Audi Field                 | 2018      | 20.000 |
| Minnesota United       | Saint Paul (Minnesota) – Großraum Minneapolis  | Allianz Field              | 2019      | 19.400 |
| Philadelphia Union     | Chester (Pennsylvania) – Großraum Philadelphia | Subaru Park                | 2010      | 18.500 |
| Sporting Kansas City   | Kansas City (Kansas)                           | Children’s Mercy Park      | 2011      | 18.467 |
| Colorado Rapids        | Commerce City (Colorado) – Großraum Denver     | Dick’s Sporting Goods Park | 2007      | 18.000 |
| San José Earthquakes   | San José (Kalifornien)                         | PayPal Park                | 2015      | 18.000 |

## Finanzen und Organisation

### Organisation
Die Major League Soccer operiert unter einer Einheitsstruktur. Anders als bei europäischen Fußballligen wird sie nicht vom Fußballverband des Landes verwaltet, sondern regelt sich intern selbst. Dabei sind die Team-Besitzer Anteilseigner an der MLS und haben ein Mitspracherecht.
Wird ein Spieler von einem Franchise verpflichtet, schließt dieser in der Regel einen Vertrag mit der MLS ab und nicht mit der Mannschaft. Die MLS kontrolliert weiterhin die Finanzen der einzelnen Franchises und legt eine Gehaltsobergrenze der Spieler fest. Damit soll ein zu hoher Verlust bei einzelnen Teams vermieden werden. Ausnahme ist hier die Designated Player Rule, bei der Gehälter oberhalb des von der MLS festgelegten Maximums ausgegeben werden können. Jedes Franchise hat aber auch die Möglichkeit selber Spieler zu verpflichten. Hierbei muss es sich aber an die Gehaltsgrenzen der MLS halten.
Der Commissioner der Major League Soccer ist seit dem 4. August 1999 Don Garber. Die Organisation hat ihren Sitz in New York City.

### Franchise
Anders als in vielen europäischen Ligen sind die Mannschaften in der MLS sogenannte Franchises. Hierbei erwirbt der Eigentümer eine Lizenz von der MLS, um ein Team für die Liga stellen zu dürfen. Er muss sich dabei an die Auflagen und Vorgaben der Liga halten. Zurzeit besteht die Liga aus 28 Eigentümern für die 29 Franchises. Das Unternehmen Anschutz Entertainment Group ist dabei das einzige, das mit LA Galaxy und Houston Dynamo zwei Franchises besitzt. Drei Franchises werden von ausländischen, also nicht US-amerikanischen oder kanadischen, Investoren betrieben. Hierbei handelt es sich um New York Red Bulls, D.C. United und New York City FC. Die Liga hat das Recht, jedes Franchise aufzulösen oder unter die eigene Kontrolle zu stellen, wenn die Auflagen nicht erfüllt werden. Dies passierte zuletzt 2014, nachdem die Besitzer der Mannschaft CD Chivas USA in finanzielle Schwierigkeiten geraten waren.

### Zuschauer
Seit Gründung der Liga mussten bis 2004 Verluste in Höhe von 350 Millionen US-Dollar hingenommen werden. Für die folgenden Jahre wurde eine Trendwende vorausgesagt. TV-Sender wie ESPN, ABC und der Fox Soccer Channel übertragen Spiele der MLS, aus Südamerika und aus den europäischen Topligen (z. B. Bundesliga, Serie A). Einige Zeit lang besaß Eurosport die Rechte, in Europa alle MLS-Spiele zu zeigen. Der Kontrakt lief bis 2018. Wie erwartet, erhielt die MLS erstmals TV-Gelder. Darüber hinaus konnten die Teams durch fußballspezifische Stadien ihre Einnahmen erhöhen. Für die Saison 2006 konnten die Teams 25 % mehr Dauerkarten verkaufen als in der Vorsaison. Dies war der höchste Anstieg der Ligageschichte. Durch die neuen Stadien, mehr TV-Präsenz und eine stetig wachsende Fanbasis war die MLS 2008 auf dem Weg in die Gewinnzone.

### Zuschauertabelle
Der Zuschauerschnitt der MLS wuchs in den letzten Jahren stetig. Mit einem Schnitt von 21.873 Zuschauern in der Saison 2018 liegt man knapp hinter den europäischen Topligen Italiens, Frankreichs und Spaniens und konnte sich, was die Gesamtzahlen angeht, erneut steigern, allerdings war auch ein neues Franchise an den Start gegangen. Den weltweit höchsten Schnitt hat die Fußball-Bundesliga mit 43.273 Zuschauern pro Spiel (Zuschauerschnitt der laufenden Saison 2018/19 im Dezember 2018). Den höchsten Schnitt der MLS 2018 erreichte Atlanta United mit 53.002 pro Partie.
| Saison | Schnitt | Spiele | Gesamt     |
| ------ | ------- | ------ | ---------- |
| 1996   | 17.398  | 160    | 2.783.637  |
| 1997   | 14.600  | 160    | 2.336.028  |
| 1998   | 14.312  | 192    | 2.747.921  |
| 1999   | 14.282  | 192    | 2.742.202  |
| 2000   | 13.794  | 191    | 2.634.593  |
| 2001   | 14.961  | 158    | 2.363.869  |
| 2002   | 15.821  | 140    | 2.214.989  |
| 2003   | 14.900  | 150    | 2.235.049  |
| 2004   | 15.556  | 150    | 2.333.397  |
| 2005   | 15.014  | 192    | 2.882.716  |
| 2006   | 15.855  | 192    | 3.044.248  |
| 2007   | 16.768  | 195    | 3.269.690  |
| 2008   | 16.459  | 210    | 3.456.440  |
| 2009   | 16.037  | 225    | 3.608.329  |
| 2010   | 16.675  | 240    | 4.001.970  |
| 2011   | 17.869  | 306    | 5.467.996  |
| 2012   | 18.801  | 323    | 6.072.764  |
| 2013   | 18.606  | 323    | 6.009.758  |
| 2014   | 19.095  | 323    | 6.167.723  |
| 2015   | 21.547  | 338    | 7.282.952  |
| 2016   | 21.692  | 340    | 7.375.280  |
| 2017   | 22.113  | 374    | 8.270.187  |
| 2018   | 21.873  | 391    | 8.552.503  |
| 2019   | 21.311  | 408    | 8.694.730  |
| 2020   | 2.898   | 255    | 738.960    |
| 2021   | 15.158  | 414    | 6.275.420  |
| 2022   | 21.034  | 460    | 9.675.801  |
| 2023   | 22.097  | 492    | 10.871.816 |
| 2024   | 24.167  | 494    | 11.938.728 |

### Sponsoring
Seit der Saison 2005 ist Adidas offizieller Ausstatter der MLS. Neben exklusiven Werberechten stellt adidas den offiziellen Spielball und kleidet seit der Saison 2006 sämtliche Teams ein (2005 liefen bei einigen Teams noch gültige Verträge mit anderen Herstellern). Dieser Kontrakt brachte der MLS zunächst in etwa 15 Millionen US-Dollar pro Saison ein, seit 2011 sind es nach einer Vertragsverlängerung bis 2018 sogar geschätzte 25 Millionen US-Dollar pro Saison.
2006 machte die Liga den nächsten Schritt und erlaubte Trikotsponsoren. Real Salt Lake konnte für die Saison 2007 als erste Mannschaft der Liga einen Vertrag mit einem solchen abschließen. In anderen Fußball-Ligen der Welt bereits völlig normal, war diese Art der Werbung ein Novum für den US-amerikanischen Profisport.
| Team                   | Trikotsponsor                    |
| ---------------------- | -------------------------------- |
| Atlanta United         | American Family Insurance        |
| Austin FC              | Yeti                             |
| Charlotte FC           | Ally                             |
| Chicago Fire           | Carvana                          |
| FC Cincinnati          | Mercy Health                     |
| Colorado Rapids        | UCHealth                         |
| Columbus Crew          | Nationwide                       |
| D.C. United            | Guidehouse                       |
| FC Dallas              | Children’s Health (Heimspiele)   |
| FC Dallas              | UT Southwestern (Auswärtsspiele) |
| Houston Dynamo         | MD Anderson                      |
| Inter Miami            | Royal Caribbean                  |
| LA Galaxy              | Herbalife                        |
| Los Angeles FC         | BMO Bank                         |
| Minnesota United       | Target                           |
| CF Montreal            | Bank of Montreal                 |
| Nashville SC           | Renasant Bank                    |
| New England Revolution | UnitedHealth                     |
| New York City FC       | Etihad Airways                   |
| New York Red Bulls     | Red Bull                         |
| Orlando City           | Orlando Health                   |
| Philadelphia Union     | Bimbo Bakeries USA               |
| Portland Timbers       | DaBella (erstes Spiel)           |
| Portland Timbers       | keiner (nächsten 10 Spiele)      |
| Portland Timbers       | Tillamook (Rest der Saison)      |
| Real Salt Lake         | Select Health                    |
| St. Louis City SC      | Purina                           |
| San Jose Earthquakes   | Intermedia Cloud Communications  |
| Seattle Sounders       | Providence                       |
| Sporting Kansas City   | Compass Minerals                 |
| Toronto FC             | Bank of Montreal                 |
| Vancouver Whitecaps    | Bell Canada                      |

- Die Portland Timbers entfernten DaBella als Trikotsponsor, nachdem glaubhafte Vorwürfe sexueller Belästigung gegen den CEO des Unternehmens erhoben worden waren.

### Mannschaftskader
Eine Major-League-Soccer-Mannschaft kann aus bis zu 30 Spielern bestehen. Alle Spieler sind berechtigt, an Spielen der Regular Season und der Playoffs teilzunehmen, wobei am Spieltag nur eine Auswahl von 18 Spielern in den Kader nominiert werden darf.
Der Profikader darf ein bestimmtes Gesamtlimit an Spielergehältern, das sogenannte Salary Cap, nicht überschreiten (2011 liegt dieses bei 2,675 Mio. US-Dollar) und ein Spieler darf nicht mehr als 335.000 US-Dollar verdienen. Bei einem Spieler, der unter die Designated Player Rule fällt, dessen Gehalt also oberhalb der Gehaltsobergrenze liegen darf, werden nur 335.000 US-Dollar gegen das Gesamtbudget gerechnet. Die weiteren Zahlungen haben keine Auswirkungen auf das Salary Cap. Sollte dieser Designated Player ab der Mitte der Saison zu einer anderen Mannschaft wechseln, werden nur 167.500 US-Dollar gegen das Salary Cap gerechnet. Alle Spieler, die einen Generation adidas-Vertrag mit der MLS unterzeichnet haben, werden auch nicht gegen das Gesamtbudget gerechnet. Sie liegen im sogenannten Off-Budget-Bereich.
Jede Mannschaft hat die Möglichkeit maximal acht Ausländer in ihrem Kader zu führen. Diese acht international Slots können auch an andere Mannschaften verkauft werden. Aufgrund dieser Regelung kann eine Mannschaft also auch mehr als acht ausländische Spieler im Kader haben. Die restlichen Plätze müssen von inländischen Spielern besetzt werden. In den USA gelten Spieler als inländische Spieler, wenn sie US-Staatsbürger sind, eine Green Card besitzen oder einen speziellen staatesrechtlichen Status besitzen, z. B. Asyl- oder Flüchtlingsstatus haben. Für die drei kanadischen Mannschaften in der Major League Soccer gilt eine leicht modifizierte Regelung. Diese können auch max. acht Ausländer in ihrem Kader führen, der restliche Kader muss mit Kanadiern oder US-Amerikanern besetzt sein, wobei jedes kanadische Team mindestens drei Kanadier unter Vertrag haben muss.

## MLS-Spielerauswahlprogramme

### MLS SuperDraft
Der MLS SuperDraft findet jedes Jahr, in der Regel im Januar, statt. Hier können die Mannschaften der MLS Spieler auswählen, welche vom College oder woanders herkommen. Die Spieler unterzeichnen hierbei keinen Vertrag mit der jeweiligen Mannschaft, sondern mit der Major League Soccer. Den SuperDraft gibt es seit der Saison 2000. Vorher wurden die College-Spieler über den MLS College Draft ausgewählt. Die anderen Spieler gelangten über den MLS Supplemental Draft in die Liga. Es können nur Spieler ausgewählt werden, die auf einem College waren, das der National Collegiate Athletic Association angeschlossen ist. Spieler aus Kanada, die auf einer Universität waren, die der Canadian Interuniversity Sport angeschlossen ist, werden nicht berücksichtigt. Diese haben nur die Chance direkt von den Mannschaften verpflichtet zu werden oder über einen anderen Weg in den SuperDraft zu gelangen.

### MLS Re-Entry Draft
Den MLS Re-Entry Draft gibt es seit der Saison 2011. Er findet jährlich statt und bietet Spielern die Möglichkeit nach einem Vertragsende oder einer -auflösung wieder bei einem Franchise der MLS zu spielen. Alle Major-League-Soccer-Klubs haben die Möglichkeit, Spieler die nicht mehr benötigt werden, freizustellen. Diese sind dann nicht im eigentlichen Sinne vereinslos, da sie ja noch bei der Liga angestellt sind. Über diesen Draft haben somit andere Mannschaften die Möglichkeit, diese Spieler aufzunehmen. Dieses Programm wurde in erster Linie eingeführt, damit Spieler, welche schon lange in der Liga spielen, auch weiterhin die Möglichkeit haben, dort zu bleiben. Der Draft findet in der Regel im Dezember nach den Play-offs statt.

### MLS Expansion Draft
Wenn die Major League Soccer ein neues Franchise stellt, wird vor Saisonstart der sogenannte Expansion Draft veranstaltet. Hierbei kann jede bisherige Mannschaft maximal 11 Spieler vor einer Auswahl schützen. Spieler mit einem »Generation Adidas-Vertrag« sind automatisch geschützt. Das Expansionfranchise darf aus den restlichen Spielern, welche einen Vertrag mit der MLS geschlossen haben, wählen und diese bei sich aufnehmen. Insgesamt können somit 10 Spieler zu der neuen Mannschaft wechseln.

### MLS Dispersal Draft
Sollte sich ein Franchise auflösen, wird der MLS Dispersal Draft abgehalten. Hier haben die anderen Mannschaften der MLS die Möglichkeit, Spieler des aufzulösenden Franchise aufzunehmen. Dieser Draft fand bislang zweimal statt und zwar 2002 und 2014.

### Designated Player Rule
Einige Weltstars von heute haben sich in diversen Interviews über ein mögliches Karriereende in der MLS geäußert. Lange war unklar, wie die Gehälter für solche Spieler bei den knappen Gehaltsbudgets der Teams zu finanzieren sind. Doch nach der Saison 2006 wurde die Designated Player Rule von der Liga eingeführt, die es jedem Franchise ermöglicht, einen Spieler in den Kader aufzunehmen, der über der Gehaltsobergrenze liegt. Seitdem gab es einige Änderungen dieser Regel.
Der aktuelle Stand (2011) ist folgender: Jede Mannschaft hat zwei Plätze, um Spieler mittels der Designated Player Rule unter Vertrag zu nehmen. Für jeden Designated Player wurde ein Gehaltsbudget von max. 335.000 US-Dollar festgelegt, welches gegen die Salary Cap gerechnet wird. Alle Zahlungen, die darüber hinausgehen, trägt das jeweilige Franchise selber und belastet nicht das von der MLS vorgegebene Gehaltsbudget der Mannschaft. Ein dritter Platz für einen Designated Player kann durch eine einmalige Gebühr von 225.000 US-Dollar erworben werden.
Die Plätze für die Designated Player können nicht an andere Mannschaften veräußert werden. Keine Mannschaft darf also mehr als drei Spieler unter dieser Regel verpflichten.
Durch die Regel wurde der bis dahin spektakulärste Transfer der MLS-Geschichte ermöglicht, als David Beckham im Januar 2007 einen Fünfjahresvertrag ab Juli bei der LA Galaxy abschloss. Deswegen wird die Regel auch oftmals als Beckham Rule bezeichnet.

#### Designated Players (Auswahl)
| Seit | Spielername             | Nation             | Aktuelles Team         | Gehalt 2017 |
| ---- | ----------------------- | ------------------ | ---------------------- | ----------- |
| 2012 | Federico Higuaín        | Argentinien        | Columbus Crew          | $1.050.000  |
| 2013 | Osvaldo Alonso          | Kuba               | Seattle Sounders       | $1.141.667  |
| 2013 | Diego Valeri            | Argentinien        | Portland Timbers       | $550.000    |
| 2013 | Clint Dempsey           | Vereinigte Staaten | Seattle Sounders       | $4.605.492  |
| 2014 | Michael Bradley         | Vereinigte Staaten | Toronto FC             | $6.500.000  |
| 2014 | David Villa             | Spanien            | New York City FC       | $5.610.000  |
| 2014 | Ignacio Piatti          | Argentinien        | Montreal Impact        | $450.000    |
| 2014 | Graham Zusi             | Vereinigte Staaten | Sporting Kansas City   | $757.102    |
| 2014 | Fanendo Adi             | Nigeria            | Portland Timbers       | $1.736.254  |
| 2015 | David Accam             | Ghana              | Chicago Fire           | $820.938    |
| 2015 | Jozy Altidore           | Vereinigte Staaten | Toronto FC             | $4.875.000  |
| 2015 | Sebastian Giovinco      | Italien            | Toronto FC             | $7.115.556  |
| 2015 | Giovani dos Santos      | Mexiko             | LA Galaxy              | $4.100.008  |
| 2016 | Bradley Wright-Phillips | England            | New York Red Bulls     | $1.635.000  |
| 2016 | Jura Mowsisjan          | Armenien           | Real Salt Lake         | $200.000    |
| 2016 | Carlos Gruezo           | Ecuador            | FC Dallas              | $686.500    |
| 2016 | Shkelzen Gashi          | Albanien           | Colorado Rapids        | $1.668.750  |
| 2016 | Kei Kamara              | Sierra Leone       | New England Revolution | $1.000.000  |
| 2016 | Róger Espinoza          | Honduras           | Sporting Kansas City   | $800.000    |
| 2016 | Tim Howard              | Vereinigte Staaten | Colorado Rapids        | $2.575.000  |
| 2016 | Nicolás Lodeiro         | Uruguay            | Seattle Sounders       | $1.743.429  |
| 2016 | Alejandro Bedoya        | Vereinigte Staaten | Philadelphia Union     | $1.166.254  |
| 2016 | Sacha Klještan          | Vereinigte Staaten | New York Red Bulls     | $787.500    |
| 2017 | Miguel Almirón          | Paraguay           | Atlanta United         | $n/a        |
| 2017 | Nemanja Nikolics        | Ungarn             | Chicago Fire           | $n/a        |
| 2017 | Alberth Elis            | Honduras           | Houston Dynamo         | $n/a        |
| 2017 | Jonathan Mensah         | Ghana              | Columbus Crew          | $n/a        |
| 2017 | Gerso Fernandes         | Guinea-Bissau      | Sporting Kansas City   | $n/a        |
| 2017 | Albert Rusnák           | Slowakei           | Real Salt Lake         | $n/a        |
| 2017 | Bastian Schweinsteiger  | Deutschland        | Chicago Fire           | $5.400.000  |
| 2018 | Wayne Rooney            | England            | D.C. United            | $n/a        |
| 2019 | Zlatan Ibrahimović      | Schweden           | LA Galaxy              | $7.200.000  |
| 2019 | Nani                    | Portugal           | Orlando City           | $2.486.250  |
| 2020 | Gonzalo Higuaín         | Argentinien        | Inter Miami            | $n/a        |
| 2020 | Jürgen Locadia          | Niederlande        | FC Cincinnati          | $n/a        |
| 2020 | Hany Mukhtar            | Deutschland        | Nashville SC           | $n/a        |

Anmerkungen:
1. ↑  Das Jahr des Vertragsabschlusses zeigt an, wann diese Spieler den Status als Designated Player erhalten haben.
2. ↑  Normales Grundgehalt ohne Sondergehälter oder Bonuszahlungen

## Persönliche Rekorde

### Most Valuable Player Award
Der MVP Award wird jährlich an den herausragendsten Spieler der Regular Season verliehen. 2015 wurde er nach dem Karriereende von Landon Donovan ihm zu Ehren Landon Donovan MVP Award benannt.
| Saison | Spieler                    | Team                   |
| ------ | -------------------------- | ---------------------- |
| 1996   | Carlos Valderrama          | Tampa Bay Mutiny       |
| 1997   | Predrag Radosavljević      | Kansas City Wizards    |
| 1998   | Marco Etcheverry           | D.C. United            |
| 1999   | Jason Kreis                | Dallas Burn            |
| 2000   | Tony Meola                 | Kansas City Wizards    |
| 2001   | Alex Pineda Chacón         | Miami Fusion           |
| 2002   | Carlos Ruiz                | LA Galaxy              |
| 2003   | Predrag Radosavljević      | Kansas City Wizards    |
| 2004   | Amado Guevara              | MetroStars             |
| 2005   | Taylor Twellman            | New England Revolution |
| 2006   | Christian Gómez            | D.C. United            |
| 2007   | Luciano Emilio             | D.C. United            |
| 2008   | Guillermo Barros Schelotto | Columbus Crew          |
| 2009   | Landon Donovan             | LA Galaxy              |
| 2010   | David Ferreira             | FC Dallas              |
| 2011   | Dwayne De Rosario          | D.C. United            |
| 2012   | Chris Wondolowski          | San José Earthquakes   |
| 2013   | Mike Magee                 | Chicago Fire           |
| 2014   | Robbie Keane               | LA Galaxy              |
| 2015   | Sebastian Giovinco         | Toronto FC             |
| 2016   | David Villa                | New York City FC       |
| 2017   | Diego Valeri               | Portland Timbers       |
| 2018   | Josef Martínez             | Atlanta United         |
| 2019   | Carlos Vela                | Los Angeles FC         |
| 2020   | Alejandro Pozuelo          | Toronto FC             |
| 2021   | Carles Gil                 | New England Revolution |
| 2022   | Hany Mukhtar               | Nashville SC           |
| 2023   | Luciano Acosta             | FC Cincinnati          |
| 2024   | Lionel Messi               | Inter Miami            |

### Torschützenkönig
Seit der Saison 2005 verleiht die MLS den Golden Boot an den besten Torschützen der Regular Season. Sind zwei Spieler gleichauf, entscheidet die Anzahl der Vorlagen. Zuvor wurde der Scoring Champion geehrt, der durch ein Tor zwei Punkte und eine Torvorlage einen Punkt sammeln konnte.
In der folgenden Tabelle sind die Torschützenkönige aufgelistet, nachwirkend auch bis zur Premierensaison 1996. Die Spieler, die in der folgenden Tabelle mit einem Stern markiert sind, hätten, aufgrund der heutigen Regeln, bei Gleichstand den Golden Boot gewonnen.
| Saison | Spieler                 | Team                                          | Tore |
| ------ | ----------------------- | --------------------------------------------- | ---- |
| 1996   | Roy Lassiter            | Tampa Bay Mutiny                              | 27   |
| 1997   | Jaime Moreno            | D.C. United                                   | 16   |
| 1998   | Stern John              | Columbus Crew                                 | 26   |
| 1999   | Stern John              | Columbus Crew                                 | 18   |
| 1999   | Jason Kreis*            | Dallas Burn                                   | 18   |
| 1999   | Roy Lassiter            | D.C. United                                   | 18   |
| 2000   | Mamadou Diallo          | Tampa Bay Mutiny                              | 26   |
| 2001   | Alex Pineda Chacón      | Miami Fusion                                  | 19   |
| 2002   | Carlos Ruiz             | LA Galaxy                                     | 24   |
| 2003   | Carlos Ruiz*            | LA Galaxy                                     | 15   |
| 2003   | Taylor Twellman         | New England Revolution                        | 15   |
| 2004   | Brian Ching*            | San José Earthquakes                          | 12   |
| 2004   | Eddie Johnson           | Dallas Burn                                   | 12   |
| 2005   | Taylor Twellman         | New England Revolution                        | 17   |
| 2006   | Jeff Cunningham         | Real Salt Lake                                | 16   |
| 2007   | Luciano Emilio          | D.C. United                                   | 20   |
| 2008   | Landon Donovan          | LA Galaxy                                     | 20   |
| 2009   | Jeff Cunningham         | FC Dallas                                     | 17   |
| 2010   | Chris Wondolowski       | San José Earthquakes                          | 18   |
| 2011   | Dwayne De Rosario       | Toronto FC / New York Red Bulls / D.C. United | 16   |
| 2012   | Chris Wondolowski       | San José Earthquakes                          | 27   |
| 2013   | Camilo Sanvezzo         | Vancouver Whitecaps                           | 22   |
| 2014   | Bradley Wright-Phillips | New York Red Bulls                            | 27   |
| 2015   | Sebastian Giovinco      | Toronto FC                                    | 22   |
| 2016   | Bradley Wright-Phillips | New York Red Bulls                            | 24   |
| 2017   | Nemanja Nikolics        | Chicago Fire                                  | 24   |
| 2018   | Josef Martínez          | Atlanta United                                | 31   |
| 2019   | Carlos Vela             | Los Angeles FC                                | 34   |
| 2020   | Diego Rossi             | Los Angeles FC                                | 14   |
| 2021   | Valentín Castellanos    | New York City FC                              | 19   |
| 2022   | Hany Mukhtar            | Nashville SC                                  | 23   |
| 2023   | Denis Bouanga           | Los Angeles FC                                | 20   |
| 2024   | Christian Benteke       | D.C. United                                   | 23   |

### Rekordspieler
Spieler mit fettgedrucktem Namen sind weiterhin in der MLS aktiv.
| Rang | Spieler           | Spiele |
| ---- | ----------------- | ------ |
| 01   | Nick Rimando      | 514    |
| 02   | Kyle Beckerman    | 498    |
| 03   | Dax McCarty       | 439    |
| 04   | Jeff Larentowicz  | 437    |
| 05   | Kevin Hartman     | 416    |
| 06   | Chris Wondolowski | 413    |
| 07   | Drew Moor         | 411    |
| 08   | Chad Marshall     | 409    |
| 09   | Brad Davis        | 392    |
| 10   | Kei Kamara        | 391    |

| Rang | Spieler          | Spiele |
| ---- | ---------------- | ------ |
| 1    | Kevin Hartman    | 49     |
| 2    | Cobi Jones       | 45     |
| 3    | Landon Donovan   | 44     |
| 4    | Diego Gutiérrez  | 40     |
| 5    | Jeff Agoos       | 39     |
| 5    | Nick Rimando     | 39     |
| 7    | Chris Armas      | 37     |
| 7    | Kyle Beckerman   | 37     |
| 7    | Dmytro Kowalenko | 37     |
| 7    | Jesse Marsch     | 37     |

Stand: Saisonende 2022

### Rekordtorschützen
Spieler mit fettgedrucktem Namen sind weiterhin in der MLS aktiv.
| Rang | Spieler                 | Tore |
| ---- | ----------------------- | ---- |
| 01   | Chris Wondolowski       | 171  |
| 02   | Landon Donovan          | 145  |
| 03   | Kei Kamara              | 139  |
| 04   | Jeff Cunningham         | 134  |
| 05   | Jaime Moreno            | 133  |
| 06   | Bradley Wright-Phillips | 117  |
| 07   | Ante Razov              | 114  |
| 08   | Jason Kreis             | 108  |
| 09   | Dwayne De Rosario       | 104  |
| 10   | Taylor Twellman         | 101  |

| Rang | Spieler               | Tore |
| ---- | --------------------- | ---- |
| 1    | Landon Donovan        | 25   |
| 2    | Carlos Ruiz           | 16   |
| 3    | Roy Lassiter          | 13   |
| 4    | Jaime Moreno          | 12   |
| 5    | Ante Razov            | 11   |
| 6    | Brian McBride         | 10   |
| 6    | Predrag Radosavljević | 10   |
| 6    | Taylor Twellman       | 10   |

Stand: Saisonende 2022

### Rekordvorlagengeber
Spieler mit fettgedrucktem Namen sind weiterhin in der MLS aktiv.
| Rang | Spieler               | Vorlagen |
| ---- | --------------------- | -------- |
| 01   | Landon Donovan        | 136      |
| 02   | Steve Ralston         | 135      |
| 03   | Brad Davis            | 123      |
| 04   | Carlos Valderrama     | 114      |
| 05   | Predrag Radosavljević | 112      |
| 06   | Jaime Moreno          | 102      |
| 07   | Marco Etcheverry      | 101      |
| 08   | Sacha Klještan        | 99       |
| 09   | Cobi Jones            | 91       |
| 09   | Diego Valeri          | 91       |

| Rang | Spieler             | Vorlagen |
| ---- | ------------------- | -------- |
| 1    | Landon Donovan      | 15       |
| 2    | Mauricio Cienfuegos | 14       |
| 3    | Marco Etcheverry    | 13       |
| 3    | Cobi Jones          | 13       |
| 5    | Nicolás Lodeiro     | 10       |
| 5    | Jaime Moreno        | 10       |
| 5    | Piotr Nowak         | 10       |
| 5    | Ante Razov          | 10       |

Stand: Saisonende 2022

## Sonstige Wettbewerbe
MLS Rivalry Cups
In der Major League Soccer tragen diverse Mannschaften innerhalb einer Regular Season verschiedene Pokale aus. Sieger ist, wer am Ende die direkten Vergleiche für sich entscheiden konnte. Je nach Cup ändert sich diese Regelung, teilweise werden auch Playoff-Spiele sowie Spiele im U.S. Open Cup mit einbezogen.
- Atlantic Cup – D.C. United und New York Red Bulls (direkter Vergleich in allen Pflichtspielen)
- Brimstone Cup – Chicago Fire und FC Dallas (direkter Vergleich in allen Pflichtspielen)
- California Clasico – LA Galaxy und San José Earthquakes (direkter Vergleich in der regulären Saison)
- Canadian Classique (auch 401 Derby und Two Solitudes Derby) – Montreal Impact und Toronto FC (direkter Vergleich in der regulären Saison und Spiele der Canadian Championship)
- Cascadia Cup – Seattle Sounders, Portland Timbers und Vancouver Whitecaps (direkter Vergleich in der regulären Saison)
- El Tráfico – LA Galaxy und Los Angeles FC (direkter Vergleich in der regulären Saison)
- Hell Is Real – FC Cincinnati und Columbus Crew (direkter Vergleich in der regulären Saison)
- Heritage Cup – San José Earthquakes, Seattle Sounders, Portland Timbers und Vancouver Whitecaps (direkter Vergleich der beiden letzten Begegnungen in der regulären Saison)
- Hudson River Derby – New York City FC und New York Red Bulls (direkter Vergleich in der regulären Saison)
- Lamar Hunt Pioneer Cup – FC Dallas und Columbus Crew (direkter Vergleich in der regulären Saison)
- Rocky Mountain Cup – Colorado Rapids und Real Salt Lake (direkter Vergleich in der regulären Saison)
- Texas Derby – FC Dallas und Houston Dynamo (direkter Vergleich in der regulären Saison)
- Trillium Cup – Columbus Crew und Toronto FC (direkter Vergleich in der regulären Saison)